# ژان کلود ون جانسون
ژان کلود ون جانسون (به انگلیسی: Jean-Claude Van Johnson) یک مینی‌سریال آمریکایی اکشن و کمدی-درام با بازی ژان-کلود ون دام که در وب سایت تلویزیون تولید شده و توسط آمازون استودیوز عرضه شده‌است. این اثر برای نخستین بار در ۱۹ اوت ۲۰۱۶ در ۷ قسمت پخش شد. و سرانجام در ۱۸ ژانویه ۲۰۱۸، تولید این سریال پس از یک فصل برای همیشه لغو شد. 

## خلاصه داستان
ون دام که یک ورزشکار رزمی و هنرپیشه فیلم‌های اکشن است، در این فیلم نقش هنرپیشهٔ بازنشسته‌ای را ایفا می‌کند که سابقاً در فیلم‌های اکشن بازی می‌کرده. اما دوران بازنشستگی او زیاد طول نمی‌کشد و دوباره در قالب یک مأمور امنیتی خصوصی به دنبال ماجراجویی می‌رود. 

## بازیگران و شخصیت‌ها

### اصلی
- ژان کلود ون دام درنقش جانسون / خودش
- کت فاستر درنقش ونسا
- مویسس آریاس درنقش لوئیس
- فیلیسیا رشاد درنقش جین